# Jindřich Svoboda
Jindřich Svoboda (Adamov, 1952. szeptember 14. –) olimpiai bajnok csehszlovák válogatott cseh labdarúgó, csatár.

## Pályafutása

### Klubcsapatban
A Spartak ADAST Adamov korosztályos csapatában kezdte a labdarúgást. Kötelező sorkatonai szolgálat alatt a Dukla Brno játékosa volt. 1973 és 1984 között a Zbrojovka Brno csapatában szerepelt, ahol egy csehszlovák bajnoki címet ért el az együttessel. 1984 és 1986 között a TJ Gottwaldov labdarúgója volt és itt fejezte be az aktív labdarúgást.

### A válogatottban
1975–77-ben két alkalommal szerepelt a csehszlovák válogatottban. Tagja volt az 1980-as moszkvai olimpiai játékokon aranyérmet nyert csapatnak. Az olimpiai csapatban nyolcszor lépett pályára és egy gólt ért el.

## Sikerei, díjai
Csehszlovákia
- Olimpiai játékok
  - aranyérmes: 1980, Moszkva

 Zbrojovka Brno
- Csehszlovák bajnokság
  - bajnok: 1977–78